# جكسون سنتر (أوهايو)
جكسون سنتر (بالإنجليزية: Jackson Center, Ohio)‏ هي بلدة تقع في الولايات المتحدة في مقاطعة شلبي، أوهايو. يقدر عدد سكانها بـ 1,462 نسمة ومساحتها 4.38 كم2 وترتفع عن سطح البحر 313 متر.

## التركيبة السكانية
قام مكتب تعداد الولايات المتحدة بتحديد بيانات التركيبة السكانية لجكسون سنتر في تعداد الولايات المتحدة. في ما يلي، التركيبة السكانية حسب تعدادي 2000 و2010.

### تعداد عام 2000
بلغ عدد سكان جكسون سنتر 1,369 نسمة بحسب تعداد عام 2000، وبلغ عدد الأسر 541 أسرة وعدد العائلات 394 عائلة مقيمة في القرية. في حين سجلت الكثافة السكانية 1,088.9 نسمة لكل ميل مربع (420.4/كم2). وبلغ عدد الوحدات السكنية 584 وحدة بمتوسط كثافة قدره 464.5 نسمة لكل ميل مربع (179.3/كم2).
وتوزع التركيب العرقي للقرية بنسبة 99.12% من البيض و 0.22% من الأمريكيين الأصليين و 0.51% من الأمريكيين الأفارقة.
بلغ عدد الأسر 541 أسرة كانت نسبة 36.8% منها لديها أطفال تحت سن الثامنة عشر تعيش معهم، وبلغت نسبة الأزواج القاطنين مع بعضهم البعض 58.8% من أصل المجموع الكلي للأسر، ونسبة 10.2% من الأسر كان لديها معيلات من الإناث دون وجود شريك، وكانت نسبة 27.0% من غير العائلات. تألفت نسبة 23.7% من أصل جميع الأسر من أفراد ونسبة 12.6% كانوا يعيش معهم شخص وحيد يبلغ من العمر 65 عاماً فما فوق. وبلغ متوسط حجم الأسرة المعيشية 2.97، أما متوسط حجم العائلات فبلغ 2.53.
بلغ العمر الوسطي للسكان 33 عاماً. وكانت نسبة 29.2% من القاطنين تحت سن الثامنة عشر، وكانت نسبة 8.8% بين الثامنة عشر والأربعة وعشرون عاماً، ونسبة 28.3% كانت واقعةً في الفئة العمرية ما بين الخامسة والعشرون حتى والأربعة وأربعون عاماً، ونسبة 20.2% كانت ما بين الخامسة والأربعون حتى الرابعة والستون، ونسبة 13.4% كانت ضمن فئة الخامسة والستون عاماً فما فوق. يوجد لكل 100 أنثى 94.5 ذكر، ويوجد لكل 100 أنثى في الثامنة عشر من عمرها فما فوق 89.3 ذكر.
بلغ متوسط دخل الأسرة في القرية 40,650 دولار، أما متوسط دخل العائلة فبلغ 47,240 دولار. وكان متوسط دخل الذكور 35,313 دولار مقابل 23,654 دولار للإناث. وسجل دخل الفرد الخاص بالقرية 17,755 دولار. وكانت نسبة 6.2% من العائلات ونسبة 7.6% من السكان تحت خط الفقر، وكان من هؤلاء نسبة 12.7% تحت سن الثامنة عشر ونسبة 6.7% في الخامسة والستين من العمر وما فوق.

### تعداد عام 2010
بلغ عدد سكان جكسون سنتر 1,462 نسمة بحسب تعداد عام 2010، وبلغ عدد الأسر 576 أسرة وعدد العائلات 404 عائلة مقيمة في القرية. في حين سجلت الكثافة السكانية 870.2 نسمة لكل ميل مربع (336.0/كم2). وبلغ عدد الوحدات السكنية 644 وحدة بمتوسط كثافة قدره 383.3 لكل ميل مربع (148.0/كم2).
وتوزع التركيب العرقي للقرية بنسبة 98.1% من البيض و 0.1% من الأمريكيين ذوي الأصول الآسيوية و 1.2% من عرقين مختلطين أو أكثر.
بلغ عدد الأسر 576 أسرة كانت نسبة 36.3% منها لديها أطفال تحت سن الثامنة عشر تعيش معهم، وبلغت نسبة الأزواج القاطنين مع بعضهم البعض 53.0% من أصل المجموع الكلي للأسر، ونسبة 10.2% من الأسر كان لديها معيلات من الإناث دون وجود شريك، بينما كانت نسبة 6.9% من الأسر لديها معيلون من الذكور دون وجود شريكة وكانت نسبة 29.9% من غير العائلات. تألفت نسبة 26.9% من أصل جميع الأسر من أفراد ونسبة 10.4% كانوا يعيش معهم شخص وحيد يبلغ من العمر 65 عاماً فما فوق. وبلغ متوسط حجم الأسرة المعيشية 3.05، أما متوسط حجم العائلات فبلغ 2.54.
بلغ العمر الوسطي للسكان 35.7 عاماً. وكانت نسبة 29.7% من القاطنين تحت سن الثامنة عشر، وكانت نسبة 5.9% بين الثامنة عشر والأربعة وعشرون عاماً، ونسبة 27.9% كانت واقعةً في الفئة العمرية ما بين الخامسة والعشرون حتى والأربعة وأربعون عاماً، ونسبة 23% كانت ما بين الخامسة والأربعون حتى الرابعة والستون، ونسبة 13.6% كانت ضمن فئة الخامسة والستون عاماً فما فوق. وتوزع التركيب الجنسي للسكان بنسبة 49.9% ذكور و50.1% إناث.